# Neozoarces steindachneri
Neozoarces steindachneri är en fiskart som beskrevs av Jordan och John Otterbein Snyder 1902. Neozoarces steindachneri ingår i släktet Neozoarces och familjen taggryggade fiskar. Inga underarter finns listade i Catalogue of Life.